# Ivan Puni
Ivan Puni (in russo Иван Пуни?; Kuokkala, 20 febbraio 1894 – Parigi, 28 dicembre 1956) è stato un pittore russo del XX secolo, pioniere dell'astrattismo geometrico e dell'avanguardia russa.
Trasferitosi in Francia nel 1923, e naturalizzato francese nel 1946, è conosciuto anche attraverso il cognome francesizzato che utilizzerà a partire dagli anni '30: Jean Pougny.

## Biografia
Di origine italiana, nipote del musicista specializzato in balletti Cesare Pugni, nasce a Repino, nella Finlandia, che all'epoca faceva parte dell'impero russo.
Di famiglia benestante, studia a Parigi presso l'Académie Julian (1910) ed entra in contatto con il cubismo e le avanguardie astratte. Tornato a Pietroburgo conosce Vasilij Kandinskij e stringe un sodalizio artistico con Michail Larionov, Aleksandra Ėkster, Ljubov' Popova, Ivan Kljun, ma soprattutto con il grande artista Kazimir Malevič, contribuendo alla nascita del suprematismo. Sono anni intensi e importanti, che lo vedono operare soprattutto con disegni, gouaches, collages, assemblaggi polimaterici (1916-1917).
Il suo lavoro si fa subito notare, tanto da essere nominato nel 1918 docente presso l'Accademia di Pietroburgo, per poi, su consiglio di Mark Chagall andare a insegnare a Vicebsk. Nel 1919 lascia la Russia. Si reca a Berlino, dove espone alla galleria Der Sturm, luogo di nascita dell'espressionismo. Nel 1923 torna a Parigi, che diventerà la sua città sino alla morte.
Assai noto anche negli ambienti della cultura parigina, colto, raffinato, caratterizzato da grande timidezza caratteriale, è considerato uno dei maggiori interpreti ed esponenti dell'avanguardia russa del primo ‘900 e dell'arte astratta.

## Musei
Elenco dei musei che espongono opere dell'artista:
- Museum of Modern Art di New York
- Museo di Stato Russo di San Pietroburgo
- Galleria Tret'jakov
- Centro Georges Pompidou